# Iunie 1992
Acest articol este generat integral pe baza informațiilor din articolul 1992 și este actualizat periodic de un robot.
 Editările făcute în articol vor fi șterse la următoarea actualizare! Dacă doriți să faceți modificări, editați articolul-sursă.

ianuarie -
februarie -
martie -
aprilie -
mai -
iunie -
iulie -
august -
septembrie -
octombrie -
noiembrie -
decembrie
Iunie 1992 a fost a șasea lună a anului și a început într-o zi de luni.

## Evenimente
- 11-14 iunie: Se desfășoară primul Târg Internațional de Carte „Bookarest", (devenit BookFest din 2006), organizat la București.
- 15 iunie: Au fost stabilite relații diplomatice între România și Republica Kârgâzstan.
- 19 iunie: România și Republica Azerbaidjan au stabilit relații diplomatice la rang de ambasadă.
- 19-22 iunie: Bătălia de la Tighina. Conflict între forțe ale poliției și unităților noi-formate ale armatei Republicii Moldova, pe de-o parte și garda Republicii Moldovenești Nistreene, Armata a 14-a de gardă sovietică/rusă și voluntari ruși (cazaci) și ucraineni pe de altă parte, încheiat cu victoria Armatei a 14-a.
- 20 iunie: Voievodul Ștefan cel Mare al Moldovei a fost canonizat sub numele „Dreptcredinciosul Ștefan cel Mare și Sfânt”, sărbătorit la 2 iulie.
- 22 iunie: A apărut, la București, sub conducerea redacțională a lui Ion Cristoiu, primul număr al cotidianului Evenimentul Zilei.
- 26 iunie: Echipa națională de fotbal a Danemarcei învinge echipa națională de fotbal a Germaniei cu scorul de 2-0 și câștigă Euro '92 din Suedia.
- 27 iunie: Prima Conferință Națională a FDSN a decis susținerea lui Ion Iliescu pentru un nou mandat de președinte al României și l-a ales pe Oliviu Gherman președinte al partidului.

## Nașteri
- 1 iunie: Elaine Gomes Barbosa, handbalistă braziliană
- 3 iunie: Mario Götze, fotbalist german
- 5 iunie: Mara Mareș, politiciană română
- 6 iunie: Hyuna (Kim Hyun Ah), cântăreață sud-coreeană
- 6 iunie: Alexandra Luss (aka Sasha Luss), fotomodel și actriță rusă
- 11 iunie: Claudia Bobocea, atletă română
- 12 iunie: Valeriu Ciupercă, fotbalist din R. Moldova
- 12 iunie: Philippe Coutinho Correia, fotbalist brazilian
- 13 iunie: Otilia Brumă, cântăreață română
- 15 iunie: Mohamed Salah, fotbalist egiptean
- 15 iunie: Vito Hammershøy-Mistrati, fotbalist danez
- 16 iunie: Leonard Dobre, fotbalist român (atacant)
- 16 iunie: Damian Kądzior, fotbalist polonez
- 17 iunie: Sun Yiwen, scrimeră chineză
- 17 iunie: Ante Sarić, fotbalist croat
- 17 iunie: Alexandru Răuță, jucător de fotbal român
- 18 iunie: Artiom Haceaturov, fotbalist din R. Moldova
- 21 iunie: Mădălin Martin, fotbalist român (atacant)
- 22 iunie: Olena Kravațka, scrimeră ucraineană
- 22 iunie: Erika Kirpu, scrimeră estoniană
- 24 iunie: David Olatukunbo Alaba, fotbalist austriac
- 26 iunie: Jennette McCurdy, actriță americană
- 29 iunie: Mihaela Mihalache, pictoriță română

## Decese
George Drumur (n. George Pavelescu), 81 ani, poet român (n. 1911)
Péter Ábel, 63 ani, scriitor, jurnalist, critic și istoric de cinema, maghiar (n. 1929)
David Prodan, 90 ani, istoric român (n. 1902)
Pumpuang Duangjan, 30 ani, muziciană thailandeză (n. 1961)
Lev Gumiliov, 80 ani, istoric rus (n. 1912)
Joan Fuster (Joan Fuster i Ortells), 69 ani, scriitor spaniol (n. 1922)
Constantin Virgil Gheorghiu, 76 ani, diplomat, poet, preot, romancier și jurnalist român (n. 1916)
Wilhelm Alexander Pragher, 84 ani, fotograf german (n. 1908)
Grigore Ionescu, 88 ani, arhitect român (n. 1904)
Peter Hirt, 82 ani, pilot elvețian de Formula 1 (n. 1910)